# Mursk (gmina Kowal)
Mursk – osada leśna  w Polsce położona w województwie kujawsko-pomorskim, w powiecie włocławskim, w gminie Kowal.
W latach 1975–1998 miejscowość należała administracyjnie do województwa włocławskiego.